# 石井祥
石井 祥（いしい しょう、1935年（昭和10年）1月8日-）は日本の実業家、銀行家。南日本銀行代表取締役頭取や会長を務めた。

## 来歴・人物
鹿児島県出身で一橋大学経済学部卒。1957年に富士銀行に入行し、支店業務第三部長などを務める。
1985年に富士銀行を退職して旭相互銀行（後の南日本銀行）に入行し、専務取締役に就任する。相互銀行から普通銀行後の1992年に副頭取となり、1993年に頭取に就任する。2006年に頭取を森俊英に譲って代表取締役会長に就任した。
2009年に代表を降りて取締役相談役となり、2010年に取締役を退任する。

## 経歴
- 1957（昭和32）年
  - 4月:富士銀行入行
- 1982（昭和57）年
  - 2月:同行融資第二副部長
- 1983（昭和58）年
  - 7月:同行支店業務第三部長
- 1985（昭和60）年
  - 6月:富士銀行退職
  - 6月：旭相互銀行入行。専務取締役就任。
- 1989（平成元）年
  - 2月:旭相互銀行が普通銀行に転換し、南日本銀行に商号変更。
- 1992（平成4）年
  - 6月:同行取締役副頭取
- 1993（平成5）年
  - 6月:同行代表取締役頭取
- 2006（平成18）年
  - 6月:同行代表取締役会長
- 2009（平成21）年
  - 6月:同行取締役相談役
- 2010（平成22）年
  - 6月:同行取締役退任。